# Wöhrleinschneidmühle
Wöhrleinschneidmühle ist ein Gemeindeteil des Marktes Marktrodach im Landkreis Kronach (Oberfranken, Bayern).

## Geographie
Der Einöde liegt am rechten Ufer der Rodach. Im Westen grenzt das Naturschutzgebiet und Geotop Rabensteiner Höhe mit Zeyerner Wand an. Ein Anliegerweg führt nach Zeyern (1 km nordöstlich).

## Geschichte
Gegen Ende des 18. Jahrhunderts gehörte Wöhrleinschneidmühle zur Realgemeinde Zeyern. Das Hochgericht übte das bambergische Centamt Kronach aus. Der Lehenhof Bamberg war Grundherr der Schneidmühle.
Mit dem Gemeindeedikt wurde Wöhrleinschneidmühle dem 1808 gebildeten Steuerdistrikt Zeyern und der 1818 gebildeten Ruralgemeinde Zeyern zugewiesen. Am 1. Mai 1978 wurde die Gemeinde Marktrodach gebildet, in die die ehemalige Gemeinde Zeyern eingegliedert wurde.

### Einwohnerentwicklung
| Jahr      | 001818 | 001861 | 001871 | 001885 | 001900 | 001925 | 001950 | 001961 | 001970 | 001987 |
| Einwohner |        | 8      | *      | *      | 6      | 5      | 2      | 11     | 8      | 8      |
| Häuser    | 1      |        |        | *      | 1      | 1      | 1      | 1      |        | 1      |
| Quelle    | [ 5 ]  | [ 7 ]  | [ 8 ]  | [ 9 ]  | [ 10 ] | [ 11 ] | [ 12 ] | [ 13 ] | [ 14 ] | [ 1 ]  |

## Religion
Der Ort ist römisch-katholisch geprägt und nach St. Leonhard (Zeyern) gepfarrt.